# Sárosi György
Sárosi György (Budapest, 1912. szeptember 16. – Genova, 1993. június 20.) magyar válogatott labdarúgó, Olaszországban tevékenykedő edző. Eredeti családneve Stefancsics volt, ismert még Sárosi I-ként, de jogi végzettsége okán a rajongók Sárosi doktor-ként emlegették. A World Soccer Magazine 1999 decemberében a 20. század 100 legnagyszerűbb labdarúgó játékosa közé sorolta.Sokak szerint mindenídők egyik legjobbja. 

## Pályafutása
A magyar labdarúgás legnagyobb egyéniségeinek egyike, az 1938-as világbajnokságon ezüstérmet szerző csapat kiemelkedő klasszisa és csapatkapitánya. Eredetileg Stefancsics vezetékneven anyakönyvezték. Öccse, Sárosi Béla – később csapattársa a Fradiban és a válogatottban is – 25-szörös válogatott labdarúgó, másik testvére, Sárosi László, úszó és vízilabdázó, az 1976-ban olimpiai bajnok ifj. Sárosi László édesapja.
1922-1930 között az Eötvös József Gimnáziumban folytatott tanulmányai alatt több sportágban is kiváló eredményeket ért el ifjúsági szinten. Tagja volt az országos középiskolai bajnokságot nyert vízipólócsapatnak is (1928-30).
,,Gyurka" – mindenki így becézte – a Ferencvárosi Torna Club saját nevelésű játékosának számít, bár egyetemi tanulmányai idején a BEAC-ban rúgta a labdát. 20 évesen (1932) már karmesterként irányította klubcsapatát, majd a válogatottban is kulcsember lett. Kitűnő fizikai adottságai magasfokú technikai és taktikai felkészültséggel és játékintelligenciával párosultak. Irányítókészségét, helyzetfelismerését mind védekezésben, mind támadásban érvényesítette. A Ferencváros csatára és középfedezete, 1931-1943 között 61 mérkőzésen volt válogatott és 42 gólt lőtt.
Két világbajnokságon szerepelt 1934-ben és 1938-ban, az utóbbin ezüstérmet nyert a csapat. Sárosi valamennyi mérkőzésen szerzett gólt, összesen 5-öt, ezzel csapattársa, Zsengellér Gyula és az aranyérmes olaszok csatársztárja, Silvio Piola társaságában holtversenyben a góllövőlistán is a második helyen végzett.
A Ferencvárossal 5 bajnoki aranyérmet nyert 1932 és 1941 között. Ugyancsak 5-szörös Magyar Kupa-győztes. 3-szor volt gólkirály 1936-ban, 1940-ben és 1941-ben. Tagja volt az 1937-ben a Lazio legyőzésével Közép-európai Kupa (Mitropa Cup)-győztes, 1938-ban ezüstérmes együttesnek. Az FTC-ben és a profi Ferencváros FC-ben összesen 639 hivatalos mérkőzésen 633 gólt szerzett. Ez az újabban napvilágot látott adatok alapján 646 mérkőzés, 636 gól lehet.
A válogatottban egy mérkőzésen elért gólcsúcsot ma is Sárosi tartja, ugyanis 1937-ben a Csehszlovákia elleni találkozón (8:3) 7 gólt rúgott a világhírű kapus, Plánička hálójába. Korszakának egyik kiemelkedő világklasszisaként méltán kapott meghívást Közép-Európa válogatottjába is 1937-ben.
1946 decemberében megválasztották a magyar labdarúgó edzőtestület ügyészének.
1948-ban Olaszországba szerződött. 1952-ben a Juventus Sárosi György vezetésével szerezte meg az olasz bajnoki címet. Ezzel nem az első, de egyelőre az utolsó a Juvét bajnoki címre vezérlő magyar szakemberek sorában. Később is Itáliában élt és tevékenykedett, felnőtt edzői tevékenysége mellett tehetségek százait indította el labdarúgó pályájukon.

## Sikerei, díjai
Magyarország
- Világbajnokság
  - ezüstérmes: 1938, Franciaország
- Európa Kupa:
  - bronzérmes (2):1931–1932, 1933–1935
  - gólkirály:1933–1935 (7 gól)

 Ferencvárosi TC
- Magyar bajnokság
  - bajnok: 1931–32, 1933–34, 1937–38, 1939–40, 1940–41
  - 2.: 1934–35, 1936–37, 1938–39, 1943–44, 1945-tavasz
  - 3.: 1930–31, 1932–33, 1935–36, 1942–43, 1947–48
  - gólkirály: 1935–36 (36 gól), 1939–40 (23 gól), 1940–41 (29 gól)
- Magyar kupa
  - győztes: 1933, 1935, 1942, 1943, 1944
- Közép-európai kupa (KK)
  - győztes: 1937
  - döntős: 1935, 1938, 1939, 1940
  - gólkirály: 1935 (9 gól), 1937 (12 gól)
- Az év labdarúgója: 1940–41
- az FTC örökös bajnoka (1946)

## Kötetei
- Üllői úti kapufák. Sárosi György dr., az egykori legendás "Gyurka...!", futballtörténeti visszaemlékezései; szerk. Vándor Kálmán; Kossuth, Bp., 1988
- Rongylabdával kezdtem...; Classic Printing Corporation, Cleveland, 1989

## Statisztika

### Mérkőzései a válogatottban
| Magyarország | Magyarország         | Magyarország                       | Magyarország  | Magyarország | Magyarország  | Magyarország    | Magyarország | Magyarország                |
| #            | Dátum                | Helyszín                           | Hazai         | Eredmény     | Vendég        | Kiírás          | Gólok        | Esemény                     |
| ------------ | -------------------- | ---------------------------------- | ------------- | ------------ | ------------- | --------------- | ------------ | --------------------------- |
| 1.           | 1931. május 21.      | Belgrád, BSK-pálya                 | Jugoszlávia   | 3 – 2        | Magyarország  | barátságos      | -            |                             |
| 2.           | 1931. szeptember 20. | Budapest, Üllői úti pálya          | Magyarország  | 3 – 0        | Csehszlovákia | barátságos      | -            |                             |
| 3.           | 1931. október 4.     | Budapest, Hungária körúti pálya    | Magyarország  | 2 – 2        | Ausztria      | Európa-kupa     | -            |                             |
| 4.           | 1931. november 8.    | Budapest, Üllői úti pálya          | Magyarország  | 3 – 1        | Svédország    | barátságos      | -            |                             |
| 5.           | 1931. december 13.   | Torino, Campo Torino               | Olaszország   | 3 – 2        | Magyarország  | Európa-kupa     | -            |                             |
| 6.           | 1932. május 8.       | Budapest, Hungária körúti pálya    | Magyarország  | 1 – 1        | Olaszország   | Európa-kupa     | -            |                             |
| 7.           | 1932. június 19.     | Bern                               | Svájc         | 3 – 1        | Magyarország  | Európa-kupa     | -            |                             |
| 8.           | 1932. szeptember 18. | Budapest, Üllői úti pálya          | Magyarország  | 2 – 1        | Csehszlovákia | Európa-kupa     | -            |                             |
| 9.           | 1932. október 2.     | Budapest, Üllői úti pálya          | Magyarország  | 2 – 3        | Ausztria      | barátságos      | -            |                             |
| 10.          | 1932. október 30.    | Budapest, Hungária körúti pálya    | Magyarország  | 2 – 1        | Németország   | barátságos      | -            |                             |
| 11.          | 1933. január 29.     | Lisszabon                          | Portugália    | 1 – 0        | Magyarország  | barátságos      | -            |                             |
| 12.          | 1933. március 5.     | Amszterdam                         | Hollandia     | 1 – 2        | Magyarország  | barátságos      | -            |                             |
| 13.          | 1933. március 19.    | Budapest, Hungária körúti pálya    | Magyarország  | 2 – 0        | Csehszlovákia | barátságos      | -            |                             |
| 14.          | 1933. április 30.    | Budapest, Üllői úti pálya          | Magyarország  | 1 – 1        | Ausztria      | barátságos      | -            |                             |
| 15.          | 1933. július 2.      | Stockholm                          | Svédország    | 5 – 2        | Magyarország  | barátságos      | 1            | 20'                         |
| 16.          | 1933. szeptember 17. | Budapest, Hungária körúti pálya    | Magyarország  | 3 – 0        | Svájc         | Európa-kupa     | -            |                             |
| 17.          | 1933. október 1.     | Bécs, Hohe Warte                   | Ausztria      | 2 – 2        | Magyarország  | barátságos      | -            |                             |
| 18.          | 1933. október 22.    | Budapest, Üllői úti pálya          | Magyarország  | 0 – 1        | Olaszország   | Európa-kupa     | -            |                             |
| 19.          | 1934. március 25.    | Szófia                             | Bulgária      | 1 – 4        | Magyarország  | vb-selejtező    | 1            | 29'                         |
| 20.          | 1934. április 15.    | Bécs, Hohe Warte                   | Ausztria      | 5 – 2        | Magyarország  | barátságos      | 2            | 1' 28'                      |
| 21.          | 1934. április 29.    | Prága                              | Csehszlovákia | 2 – 2        | Magyarország  | Európa-kupa     | 2            | 30' 56'                     |
| 22.          | 1934. május 10.      | Budapest, Üllői úti pálya          | Magyarország  | 2 – 1        | Anglia        | barátságos      | 1            | 69'                         |
| 23.          | 1934. május 31.      | Bologna (ITA)                      | Ausztria      | 2 – 1        | Magyarország  | vb-negyeddöntő  | 1            | 56' (11-esből)              |
| 24.          | 1934. október 7.     | Budapest, Hungária körúti pálya    | Magyarország  | 3 – 1        | Ausztria      | barátságos      | 2            | 33' 47'                     |
| 25.          | 1934. december 9.    | Milánó, San Siro Stadion           | Olaszország   | 4 – 2        | Magyarország  | barátságos      | 1            | 19'                         |
| 26.          | 1935. április 14.    | Zürich                             | Svájc         | 6 – 2        | Magyarország  | Európa-kupa     | -            |                             |
| 27.          | 1935. május 12.      | Budapest, Üllői úti pálya          | Magyarország  | 6 – 3        | Ausztria      | barátságos      | 3            | 7' 72' 76'                  |
| 28.          | 1935. május 19.      | Párizs                             | Franciaország | 2 – 0        | Magyarország  | barátságos      | -            |                             |
| 29.          | 1935. október 6.     | Bécs                               | Ausztria      | 4 – 4        | Magyarország  | Európa-kupa     | 1            | 21'                         |
| 30.          | 1935. november 10.   | Budapest, Üllői úti pálya          | Magyarország  | 6 – 1        | Svájc         | barátságos      | 2            | 66' 82'                     |
| 31.          | 1935. november 24.   | Milánó                             | Olaszország   | 2 – 2        | Magyarország  | Európa-kupa     | 2            | 43' 78'                     |
| 32.          | 1936. március 15.    | Budapest, Hungária körúti pálya    | Magyarország  | 3 – 2        | Németország   | barátságos      | 1            | 83'                         |
| 33.          | 1936. május 3.       | Budapest, Hungária körúti pálya    | Magyarország  | 3 – 3        | Írország      | barátságos      | 2            | 6' 47' (11-esből)           |
| 34.          | 1936. május 31.      | Budapest, Hungária körúti pálya    | Magyarország  | 1 – 2        | Olaszország   | barátságos      | -            |                             |
| 35.          | 1936. december 2.    | London                             | Anglia        | 6 – 2        | Magyarország  | barátságos      | -            |                             |
| 36.          | 1936. december 6.    | Dublin                             | Írország      | 2 – 3        | Magyarország  | barátságos      | -            |                             |
| 37.          | 1937. április 11.    | Bázel                              | Svájc         | 1 – 5        | Magyarország  | Európa-kupa     | 1            | 26'                         |
| 38.          | 1937. április 25.    | Torino, Benito Mussolini Stadion   | Olaszország   | 2 – 0        | Magyarország  | Európa-kupa     | -            |                             |
| 39.          | 1937. május 23.      | Budapest, Üllői úti pálya          | Magyarország  | 2 – 2        | Ausztria      | barátságos      | -            |                             |
| 40.          | 1937. szeptember 19. | Budapest, Hungária körúti pálya    | Magyarország  | 8 – 3        | Csehszlovákia | barátságos      | 7            | 34' 51' 60' 62' 77' 80' 85' |
| 41.          | 1937. október 10.    | Bécs, Práter-stadion               | Ausztria      | 1 – 2        | Magyarország  | Európa-kupa     | 1            | 21'                         |
| 42.          | 1937. november 14.   | Budapest, Üllői úti pálya          | Magyarország  | 2 – 0        | Svájc         | Európa-kupa     | 1            | 3'                          |
| 43.          | 1938. június 5.      | Reims (FRA)                        | Magyarország  | 6 – 0        | Holland India | vb-nyolcaddöntő | 2            | 25' 89'                     |
| 44.          | 1938. június 12.     | Lille, Stade Victor Boucquey (FRA) | Svájc         | 0 – 2        | Magyarország  | vb-negyeddöntő  | 1            | 43'                         |
| 45.          | 1938. június 16.     | Párizs, Parc des Princes (FRA)     | Magyarország  | 5 – 1        | Svédország    | vb-elődöntő     | 1            | 67'                         |
| 46.          | 1938. június 19.     | Párizs, Olimpia stadion (FRA)      | Magyarország  | 2 – 4        | Olaszország   | vb-döntő        | 1            | 70'                         |
| 47.          | 1938. december 7.    | Glasgow, Ibrox Park                | Skócia        | 3 – 1        | Magyarország  | barátságos      | 1            | 72' (11-esből)              |
| 48.          | 1939. február 26.    | Rotterdam, Feijenoord Stadion      | Hollandia     | 3 – 2        | Magyarország  | barátságos      | -            |                             |
| 49.          | 1939. május 18.      | Budapest, Hungária körúti pálya    | Magyarország  | 2 – 2        | Írország      | barátságos      | -            |                             |
| 50.          | 1939. június 8.      | Budapest, Üllői úti pálya          | Magyarország  | 1 – 3        | Olaszország   | barátságos      | -            |                             |
| 51.          | 1939. augusztus 27.  | Varsó                              | Lengyelország | 4 – 2        | Magyarország  | barátságos      | -            |                             |
| 52.          | 1939. szeptember 24. | Budapest, Üllői úti pálya          | Magyarország  | 5 – 1        | Németország   | barátságos      | -            |                             |
| 53.          | 1939. október 22.    | Bukarest, ANEF-stadion             | Románia       | 1 – 1        | Magyarország  | barátságos      | -            |                             |
| 54.          | 1939. november 12.   | Belgrád, BSK Stadion               | Jugoszlávia   | 0 – 2        | Magyarország  | barátságos      | 1            | 28'                         |
| 55.          | 1940. március 31.    | Budapest, Üllői úti pálya          | Magyarország  | 3 – 0        | Svájc         | Európa-kupa     | 2            | 25' 63'                     |
| 56.          | 1940. május 2.       | Budapest, Üllői úti pálya          | Magyarország  | 1 – 0        | Horvátország  | barátságos      | -            |                             |
| 57.          | 1940. május 19.      | Budapest, Üllői úti pálya          | Magyarország  | 2 – 0        | Románia       | barátságos      | 1            | 73'                         |
| 58.          | 1940. szeptember 29. | Budapest, Üllői úti pálya          | Magyarország  | 0 – 0        | Jugoszlávia   | barátságos      | -            |                             |
| 59.          | 1940. október 6.     | Budapest, Üllői úti pálya          | Magyarország  | 2 – 2        | Németország   | barátságos      | -            |                             |
| 60.          | 1940. december 1.    | Genova, Luigi Ferraris Stadion     | Olaszország   | 1 – 1        | Magyarország  | barátságos      | -            |                             |
| 61.          | 1940. december 8.    | Zágráb, Građanski-stadion          | Horvátország  | 1 – 1        | Magyarország  | barátságos      | -            |                             |
| 62.          | 1943. november 7.    | Budapest, Üllői úti pálya          | Magyarország  | 2 – 7        | Svédország    | barátságos      | -            |                             |
|              | Összesen             |                                    |               | 62           | mérkőzés      |                 | 42           | gól                         |